# Arthur Gore (9. hrabia Arran)
Arthur Desmond Colquhoun Gore (ur. 14 lipca 1938), brytyjski arystokrata i polityk, najstarszy syn Arthura Gore'a, 8. hrabiego Arran i Fiony Colquhoun, córki Iana Colquhouna of Luss, 7. baroneta.
Wykształcenie odebrał w Eton College i w Balliol College w Oksfordzie. Później służył w Grenadierach Gwardii (Grenadier Guards), gdzie dosłużył się rangi podporucznika. W latach 1972–1974 był asystentem managera Daily Mail, Daily Express i Sunday Express. Był również dyrektorem Clark Nelson w latach 1973-1974 i dyrektorem Waterstone & Company w latach 1984-1987.
Po śmierci ojca w 1983 odziedziczył tytuł hrabiego Arran i zasiadł w Izbie Lordów. Reprezentował Partię Konserwatywną. Pełnił wiele funkcji w konserwatywnych rządach Margaret Thatcher i Johna Majora. Był rządowym whipem w Izbie Lordów w latach 1987-1989, parlamentarnym podsekretarzem sił zbrojnych w ministerstwie obrony w latach 1989-1992, parlamentarnym podsekretarzem w ministerstwie ds. Irlandii Północnej w latach 1992-1994, parlamentarnym podsekretarzem w ministerstwie środowiska oraz zastępcą rządowego whipa w 1994.
Po reformie Izby Lordów dokonanej przez rząd Tony'ego Blaira w 1999, lord Arran wystartował w wyborach do Izby jako par dziedziczny i te wybory wygrał. Od tamtej pory nieprzerwanie zasiada w Izbie Lordów.
28 września 1974 poślubił Eleanor van Custem (ur. 28 maja 1949), córkę Bernarda van Custem i lady Margaret Fortescue, córki 5. hrabiego Fortescue. Arthur i Eleanor mają razem dwie córki:
- Laura Melissa Fortescue-Gore (ur. 14 czerwca 1975), żona majora Jamesa Duckworth-Chad, ma dzieci
- Lucy Katherine Fortescue-Gore (ur. 26 października 1976)

Przewidywany następca: Paul Annesley Gore (ur. 1921) lub William Henry Gore (ur. 1950) (potomkowie młodszego brata 3. hrabiego Arran).